# Phare de Boqueirão
Le phare de Boqueirão (en portugais : Farol da Praia de Boqueirão) est un phare situé à l'entrée du port de São Paulo, dans l'État de São Paulo - (Brésil).
Ce phare est la propriété de la Marine brésilienne  et il est géré par le Centro de Sinalização Náutica e Reparos Almirante Moraes Rego (CAMR) au sein de la Direction de l'Hydrographie et de la Navigation (DHN).

## Histoire
C'est une tour carrée de 17 m de hauteur, avec galerie et lanterne, peinte en blanc avec deux bandes rouges. C'est un feu isophase qui émet, à 17 m de hauteur focale, un éclat blanc toutes les 2 secondes. Sa portée est de 11 milles nautiques (environ 20 km). Il est situé sur la plage de Boqueirão, à l'entrée du port intérieur de São Paulo.
Il est aussi équipé d'un radar Racon émettant la lettre N en alphabet morse.
Identifiant : ARLHS : BRA284 ; BR3300 - Amirauté : G0498.1 - NGA :18648 .

## Caractéristique dufeu maritime
- Fréquence sur 2 secondes : 
  - Lumière : 1 seconde
  - Obscurité : 1 seconde

### Lien connexe
- Liste des phares du Brésil